# Michael Coppola
Michael „Trigger Mike“ Coppola (* 29. Juli 1900 in der Nähe von Salerno, Italien; † 17. Oktober 1966 in Boston) war ein hochrangiger US-amerikanischer Mafioso aus dem später als Genovese-Familie klassifizierten Clan in New York City, dessen private Eheschwierigkeiten seiner Karriere ein Ende setzten.

## Biografie

### Frühe Jahre
Während der Alkoholprohibition stieg Coppola schnell in der Hierarchie der US-amerikanischen La Cosa Nostra auf, wobei er sich einen Ruf als sadistischer und gewalttätiger Revolverheld erwarb und deshalb „Trigger Mike“ genannt wurde. Nach dem Krieg von Castellammare war er ein hochrangiges Mitglied unter Führung von Lucky Luciano.
Er galt ab 1933 als „Underboss“, der die „116th Street Crew“ anführte, welche die Repräsentanz der „Familie“ in East Harlem darstellte. Sein Stellvertreter war Philip Lombardo, der 1981 für kurze Zeit zum Boss der Genovese-Familie aufstieg.
Nach der Ermordung von Dutch Schultz 1935 übernahm er dessen Lotterieaktivitäten, und als 1936 Luciano verurteilt wurde, fiel ihm die Inhaberschaft des Monopols über den Artischocken-Handel zu, das ursprünglich von Ciro Terranova ausgeübt worden war, aber von diesem im Dezember 1935 abgetreten werden musste.
Zusammen mit den Einnahmen aus anderen Aktivitäten belief sich der Gesamtwert seiner Einkünfte auf schätzungsweise mehr als 1 Mio. US-Dollar pro Jahr.

### Erste Ehe
Der Aufstieg von Coppola setzte sich unter Frank Costellos Leitung als „Acting Boss“ der Familie weiter fort.
1943 heiratete er seine erste Frau Doris Lehman (etwa 1920–1948), die sich allerdings nicht an die Omertà halten wollte und sich an die Behörden wandte, als Coppola 1946 die Ermordung des Politikers Joseph R. Scottoriggio plante und zusammen mit Joseph Rao durchführte. Michael Coppola soll sie im März 1948 selbst, am Folgetag der Entbindung ihrer gemeinsamen Tochter, umgebracht haben.
Trotzdem war dies ein Schlag gegen seine Reputation und er verlor die Herrschaft über das Betreiben der Straßenlotterie an Anthony Salerno, der 1981 Boss der Genovese-Familie werden sollte.

### Zweite Ehe
Danach heiratete er seine zweite Frau Ann (1910–1962), die zunächst nichts von den wahren Geschäftstätigkeiten ihres Mannes mitbekommen haben soll; zumindest hatte sie nichts dagegen einzuwenden, bis sie eines Tages bemerkte, dass er seine Stieftochter offensichtlich mit Drogen versorgte. Sie betrieb daraufhin die Scheidung und sagte gegen ihn im Rahmen einer laufenden Steuerermittlung aus. Coppola ließ sie entführen und nach Misshandlungen wurde sie an einem einsamen Strand abgeladen; sie überlebte aber diesen Anschlag und setzte ihre Hilfe für die Ermittlungsbehörden fort.
1961 wurde Coppola wegen Steuerhinterziehung angeklagt, konnte jedoch auf Grund eines Verfahrensfehlers einen Deal aushandeln und kam mit einer Strafe von 40.000 US-Dollar und 8 Jahren Haft (vier auf Bewährung) davon. Seit 1960 stand er zudem als einer von 11 Personen im offiziellen „Black Book“ der Nevada Gaming Commission, was ihn unter anderem als Betreiber von Casinos praktisch ausschloss.
Nach seiner Verurteilung floh seine Ehefrau mit 250.000 US-Dollar nach Europa und schrieb jeweils einen Brief an den damaligen Staatsanwalt Robert F. Kennedy und an die Steuerbehörde IRS (Internal Revenue Service). In den Briefen offenbarte sie die Aktivitäten ihres Mannes und seines kriminellen Umfelds. Danach sandte sie noch einen Brief an ihren Ex-Mann und beging mit Schlaftabletten Suizid.

### Das Ende
1963 wurde Coppola aus dem Atlanta Federal Prison entlassen, konnte oder wollte seine kriminelle Karriere jedoch nicht mehr fortsetzen. Im April 1963 soll er noch, neben Charles Tourine, Dino Cellini, Max Courtney und Frank Ritteran, an einer von Meyer Lansky einberufenen Konferenz in Miami im Fontainebleau Hotel teilgenommen haben, auf der die notwendig gewordene Verlegung der Casino-Aktivitäten von Kuba auf die Bahamas besprochen wurde.
Bis zu seinem Tod hielt er sich dann im Massachusetts General Hospital in Boston auf.